# Sokal-Affäre

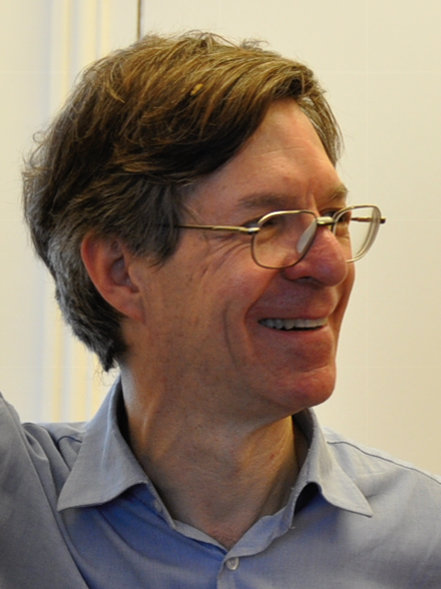
Prof. Alan Sokal, amerikanischer Physiker und Epistemologe (2011)

Die Sokal-Affäre (auch Sokal-Debatte oder Sokal-Kontroverse) war eine Auseinandersetzung über die intellektuellen Standards in den Sozial- und Geisteswissenschaften, die durch die Veröffentlichung eines Hoax-Artikels des Physikers Alan Sokal in der sozialwissenschaftlichen Fachzeitschrift Social Text ausgelöst wurde. Sokals Artikel erschien 1996 in einer den Science Wars (Wissenschaftskriegen) gewidmeten Ausgabe, die die US-spezifische Auseinandersetzung zwischen wissenschaftlichem Realismus und Postmoderne thematisieren sollte.
Sokals Beitrag war in postmodernem Jargon formuliert und gab vor, die Quantengravitation als linguistisches und soziales Konstrukt zu deuten, wobei die Quantenphysik die  postmodernistische Kritik stütze. Sokal hatte dabei absichtlich zahlreiche logische und inhaltliche Fehler eingestreut, die den Redakteuren der Zeitschrift – sie hatten für die Schlussredaktion keine Physikexperten hinzugezogen – jedoch nicht auffielen. Es folgte eine wissenschaftstheoretische und öffentliche Debatte über mangelnde intellektuelle Strenge bei der Bewertung pseudowissenschaftlicher Artikel in den Sozial- und Geisteswissenschaften und einen möglicherweise schädlichen Einfluss postmoderner Philosophie auf diese Wissenschaften. Weiterhin wurde diesen Disziplinen vorgeworfen, naturwissenschaftliche Konzepte in sinnloser oder missbräuchlicher Weise für ihre Lehren zu verwenden.

## Vorgeschichte
Dem später in New York lehrenden US-amerikanischen Physiker Alan Sokal war über Jahre hinweg aufgefallen, dass sich verschiedene Autoren einer Denkrichtung in der Philosophie und Soziologie, die er selbst grob mit dem Begriff „Postmoderne“ umschreibt, in ihren Aufsätzen wiederholt auf Theorien oder Modelle aus der Physik beziehen (manchmal auch lediglich Begriffe und Bezeichnungen verwenden, die in der Physik exakt definiert sind), ohne hinreichend zu belegen, wo genau die Ähnlichkeiten zwischen ihren eigenen und den physikalischen Theorien liegen, oder etwa deutlich zu machen, inwiefern sie hier irgendwelche Analogien oder Parallelen sehen.
Deshalb verfasste er 1996 einen Aufsatz mit dem Titel Transgressing the Boundaries: Towards a Transformative Hermeneutics of Quantum Gravity (deutsch: Die Grenzen überschreiten: Auf dem Weg zu einer transformativen Hermeneutik der Quantengravitation) und reichte ihn bei der für ihre postmoderne Ausrichtung bekannten US-amerikanischen Zeitschrift für Kulturwissenschaft Social Text zur Veröffentlichung ein. Obwohl Sokal die von den Herausgebern geforderten Änderungen ablehnte, wurde der Artikel zusammen mit anderen in einer Sondernummer abgedruckt.
Kurz nach der Veröffentlichung bekannte Sokal in einer anderen Zeitschrift, Lingua Franca, dass es sich bei dem Aufsatz um eine Parodie handle. Er habe die zusammengesuchten Zitate verschiedener postmoderner Denker mit dem typischen Jargon dieser Denkrichtung zu einem Text montiert, dessen unsinniger Inhalt bei Beachtung wissenschaftlicher Grundsätze, so der Vorwurf an die Herausgeber von Social Text, als solcher hätte erkannt werden müssen. Dabei äußerte er bereits in diesem ersten Artikel Sympathie für linke, kritische Wissenschaftsdiskussionen und bezeichnet sich selbst als links und als Internationalisten.

## Debatte
Der Vorfall löste im akademischen Milieu und der Presse (der Fall kam immerhin bis auf die Titelseite der New York Times) eine öffentliche Diskussion aus, wie er im Besonderen und die Seriosität der postmodernen Philosophie im Allgemeinen zu bewerten sei. Sokal und Vertreter des kritisierten Personenkreises führten die Diskussion in weiteren Zeitschriftenartikeln fort und verteidigten ihre Standpunkte. Zusammen mit seinem belgischen Kollegen Jean Bricmont veröffentlichte Sokal dazu 1997 die Monographie Impostures Intellectuelles („Intellektuelle Hochstapeleien“), deutscher Titel: Eleganter Unsinn – Wie die Denker der Postmoderne die Wissenschaften mißbrauchen. In einem Nachwort enthält sie den Auslöser der Affäre, den Artikel „Die Grenzen überschreiten“ in seiner in Social Text veröffentlichten Form mit Anmerkungen und einem Nachwort.
Im Hauptteil demonstrieren Sokal und Bricmont am Beispiel ausgewählter Texte von Autoren, die nach Ansicht von Sokal zur „Postmoderne“ zu zählen sind (namentlich Jean Baudrillard, Gilles Deleuze und Félix Guattari, Luce Irigaray, Julia Kristeva, Jacques Lacan, Bruno Latour und Paul Virilio sowie – obwohl kein Postmoderner, als historisches Beispiel – Henri Bergson), worin genau der „Missbrauch“ besteht, den sie kritisieren.

„Das Wort ‚Missbrauch‘ impliziert hier eine oder mehrere der folgenden Bedeutungen
1. Die weitschweifige Darstellung naturwissenschaftlicher Theorien, von denen man günstigstenfalls eine äußerst vage Vorstellung hat. […]
2. Die Übernahme von Begriffen aus den Naturwissenschaften in die Geistes- oder Sozialwissenschaften ohne die geringste inhaltliche oder empirische Rechtfertigung. […]
3. Die Zurschaustellung von Halbbildung, indem man schamlos mit Fachbegriffen um sich wirft, die im konkreten Zusammenhang völlig irrelevant sind. […]
4. Die Verwendung von im Grunde bedeutungslosen Schlagworten und Sätzen. […]

Vielleicht glauben [die Autoren], sie könnten das Prestige der Naturwissenschaften nutzen, um ihren eigenen Diskursen den Anstrich von Exaktheit zu geben. Und sie scheinen darauf zu vertrauen, dass niemand ihre falsche Verwendung wissenschaftlicher Begriffe bemerkt, dass niemand mit einem Aufschrei verkünden wird, der König sei nackt.
[…]
Unser Ziel ist es also nicht, Geisteswissenschaftler zu verspotten, die beim Zitieren von Einstein oder Gödel Fehler gemacht haben, sondern den Kanon der Rationalität und der intellektuellen Redlichkeit zu verteidigen, der allen wissenschaftlichen Disziplinen zu eigen ist (oder jedenfalls sein sollte).“

Schließlich erwähnen Sokal und Bricmont auch ein politisches Motiv für ihren Vorstoß: Sie bekennen sich zur politischen Linken und vertreten die Meinung, dass die zunehmende Verbreitung der postmodernen Denkrichtung in der Linken deren Fähigkeit zu wirkungsvoller Gesellschaftskritik schwäche.
Von 1997 bis 1999 wurde zu dem Thema in der ZEIT in einer Reihe von Artikeln eine kontroverse Diskussion geführt.
2013 kritisierte Sokal als Mitverfasser eines Aufsatzes von Nicholas Brown und Harris Friedman die Anwendung von Differentialgleichungen aus der Strömungsdynamik zur Modellierung von Beobachtungen aus der Positiven Psychologie als theoretisch und empirisch ungerechtfertigt.

## Rezeption
Im Oktober 2018 wurde bekannt, dass eine Gruppe von drei Wissenschaftlern insgesamt 20 fingierte Artikel bei wissenschaftlichen Fachjournalen aus dem Bereich der Gender Studies eingereicht hatten. Hierfür wurde von Yascha Mounk, in Anlehnung an die ursprüngliche Sokal-Affäre und mit Hinweis auf den weitaus größeren Umfang, das Schlagwort Sokal Squared geprägt.